# Dubai Tennis Championships 1996
Il Dubai Tennis Championships 1996 è stato un torneo di tennis giocato sulla cemento. 
È stata la 4ª edizione del Dubai Tennis Championships, 
che fa parte della categoria World Series nell'ambito dell'ATP Tour 1996.
Il torneo si è giocato al Dubai Tennis Stadium di Dubai negli Emirati Arabi Uniti, dal 12 al 19 febbraio 1996.

## Campioni

### Singolare
Goran Ivanišević ha battuto in finale  Albert Costa con il punteggio di 6–4, 6–3

### Doppio
Byron Black /  Grant Connell hanno battuto in finale  Karel Nováček /  Jiří Novák con il punteggio di 6–0, 6–1